# Zoridae
Zoridae é uma família de aranhas araneomorfas, parte da superfamília Lycosoidea, que não constrói teias. Neste grupo existem complexos específicos que tornam difícil determinar as espécies, especialmente no género Zora.

## Descrição
A maioria das espécies desta família ocorrem nas regiões tropicais (América do Sul, Austrália, África, Ásia). A espécie Israzorides judaeus é endémica de Israel e algumas espécies do género Zora ocupam habitats mais frios na América do Norte e na Europa (onde ocorrem até à Escandinávia).

## Sistemática
Esta família compreende 79 espécies descritas, agrupadas em 14 géneros:
- Argoctenus L. Koch, 1878 (Nova Zelândia, Austrália)
- Elassoctenus Simon, 1909 (Austrália)
- Hestimodema Simon, 1909 (Austrália)
- Hoedillus Simon, 1898 (Guatemala)
- Israzorides Levy, 2003 (Israel)
- Odo Keyserling, 1887 (América Central e América do Sul, Austrália)
- Odomasta Simon, 1909 (Tasmânia)
- Simonus Ritsema, 1881 (Austrália)
- Thasyraea L. Koch, 1878 (Austrália)
- Tuxoctenus Raven, 2008 (Austrália)
- Voraptus Simon, 1898 (África)
- Xenoctenus Mello-Leitão, 1938 (Argentina)
- Zora C. L. Koch, 1847 (Paleártico)
- Zoroides Berland, 1924 (Austrália)

## Imagens

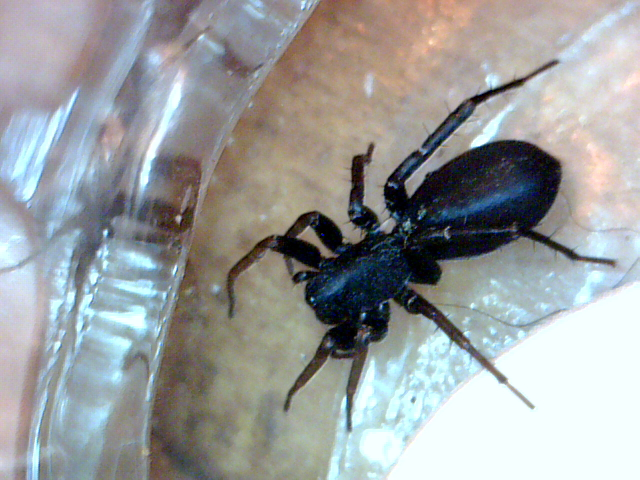
Zora (luz UV)
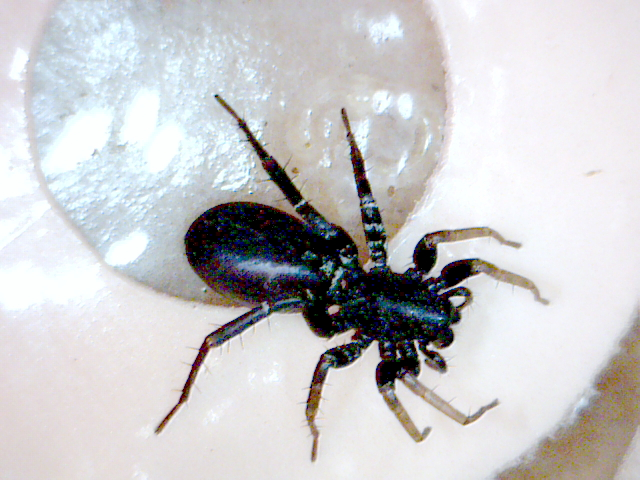
Zora (luz UV)
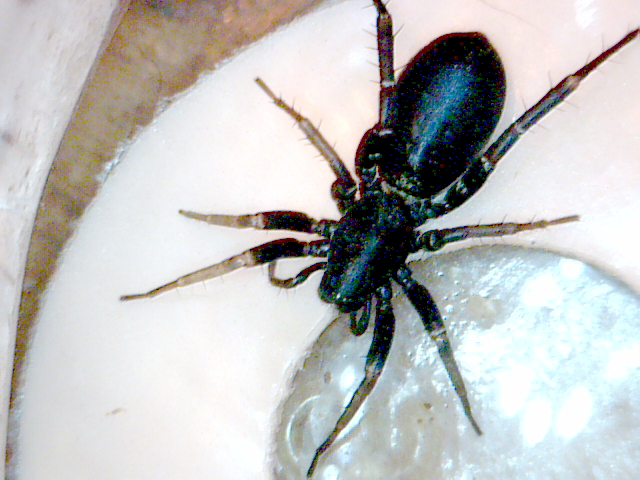
Zora (luz UV)
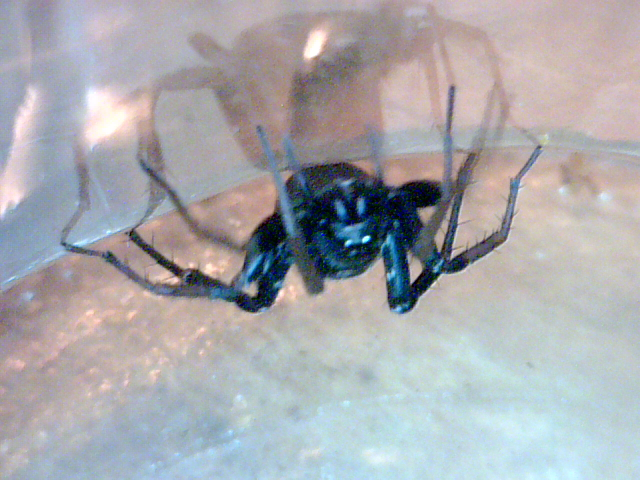
Zora (luz UV)
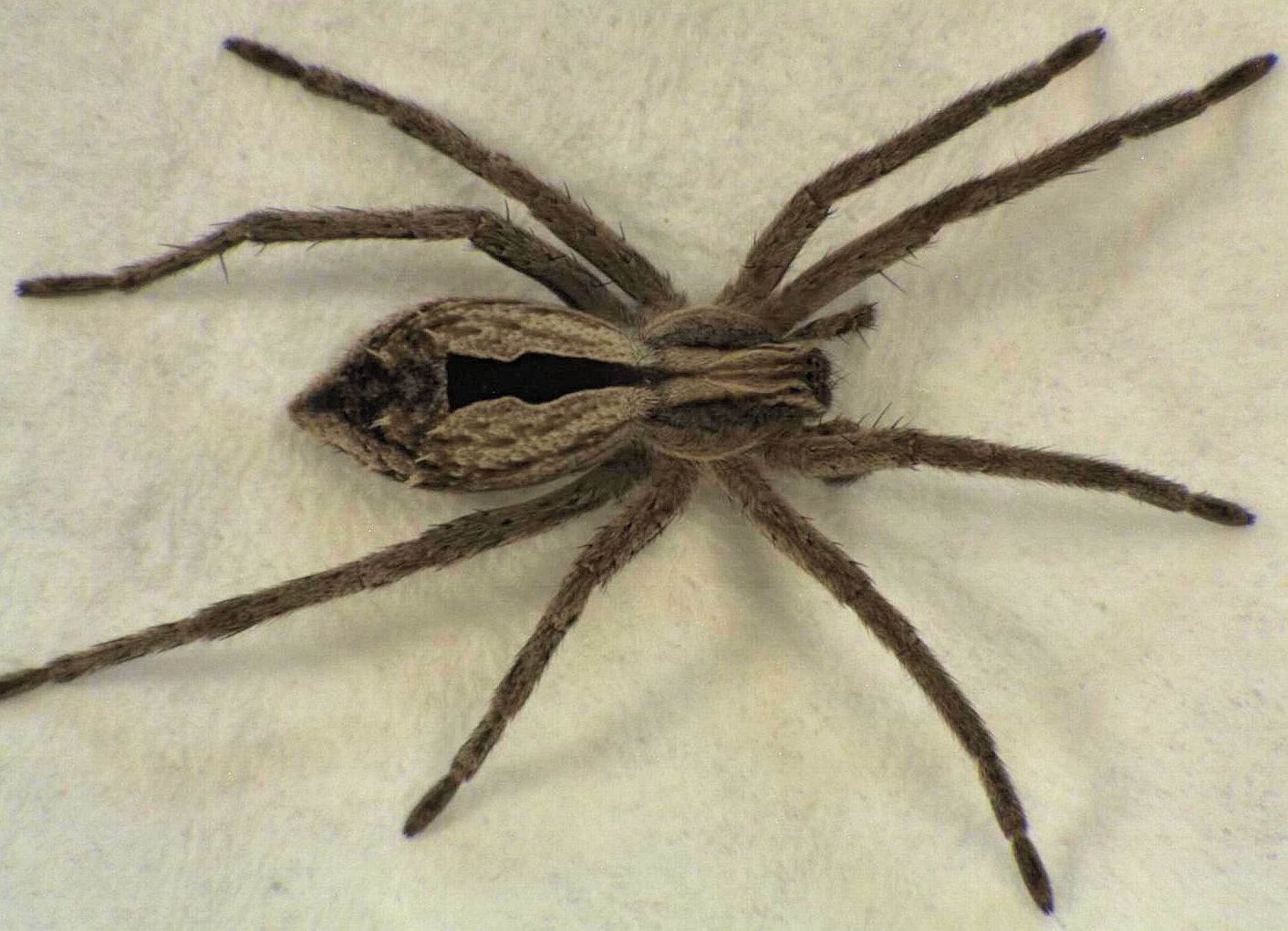
Argoctenus sp. (fêmea subadulta)
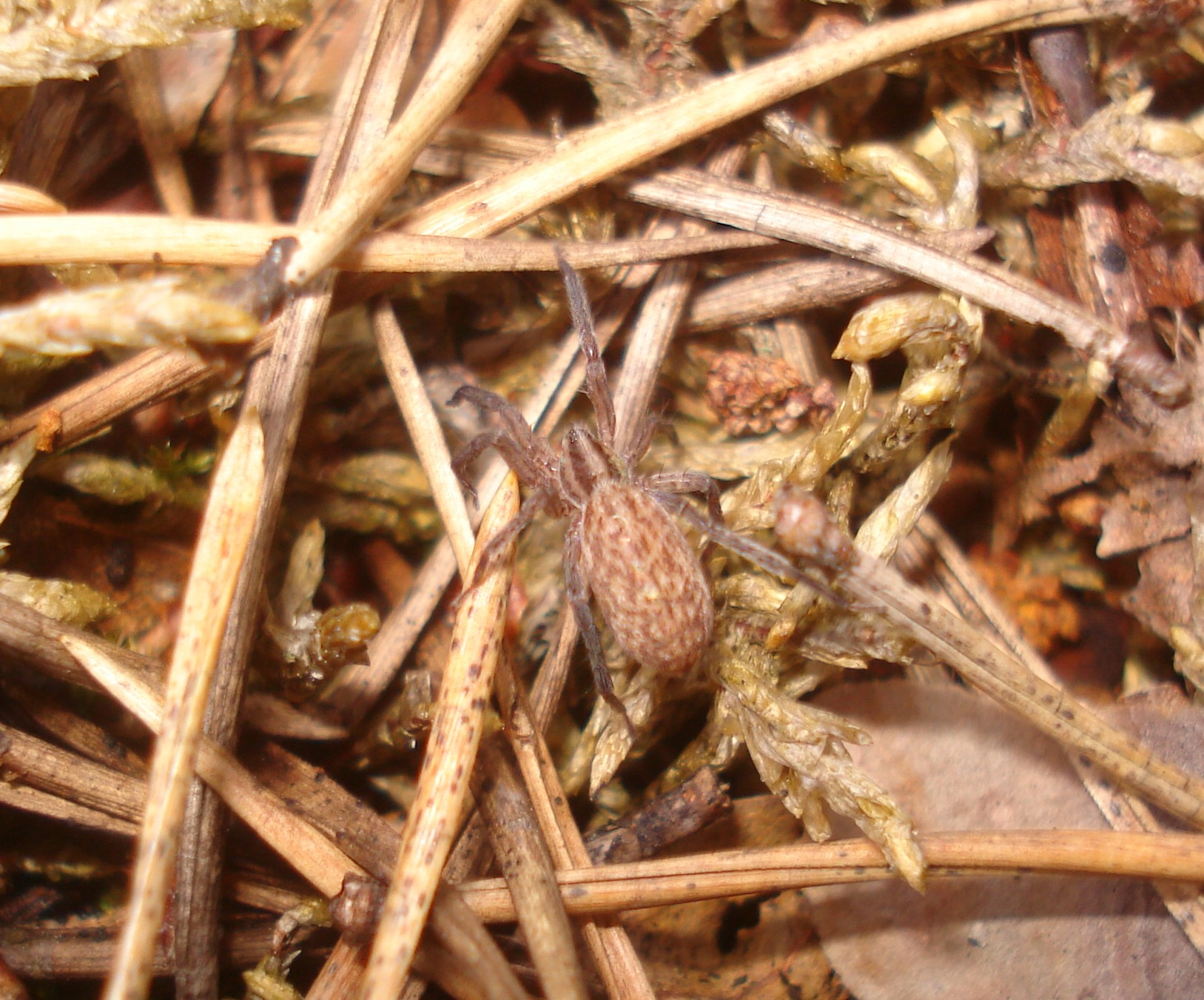
Zora silvestris